# Mallard (Iowa)
Mallard – miasto w Stanach Zjednoczonych, w stanie Iowa, w hrabstwie Palo Alto. Zgodnie ze spisem statystycznym z 2000 roku, miasto liczyło 298 mieszkańców.